# С (електровоз)
С (Сурамський, інше позначення С10) — серія шестивісних електровозів постійного струму, виготовлялися в американською компанією General Electric для радянських залізниць. В 1932 році електровози С стали першими в СРСР магістральними електровозами. В тому ж році вони відкрили рух на електрифікованій залізниці через сурамський перевал. Надалі в СРСР почали виготовляти ліцензійну копію даного електровозу — Ср.
На базі електровоза С побудували цілу групу електровозів, яка отримала назву Сурамські електровози (Ср, Сі, ВЛ19, СК, ВЛ22 (См22), ВЛ22м). Електровози даної групи виготовляли до 1956 року.